# Aeronautica Umbra Trojani AUT.18
Le prototype de chasseur italien Aeronautica Umbra Trojani AUT.18 a été conçu par Felice Trojani (it) en 1934, pour le compte de la société Aeronautica Umbra. Cet avion, alimenté par un moteur radial Fiat A.80 et armé de deux mitrailleuses Breda-SAFAT de 12,7 mm, a effectué son premier vol en avril 1939. Bien qu'il ait été développé dans le cadre du projet de modernisation de la Regia Aeronautica, ses essais en vol ont montré des performances inférieures à celles des autres chasseurs de l'époque, tels que le Fiat G.50 ou le Macchi C.200. En raison de son manque de compétitivité, aucune commande de production n'a été passée, et le prototype a été abandonné après avoir subi quelques modifications. Après avoir été remis à la Regia Aeronautica en novembre 1940, son sort demeure incertain, bien qu'il soit probable qu'il ait été détruit lors d'un raid ou transféré en Allemagne.

## Historique
1934 :  
Felice Trojani commence à développer le projet de l'AUT.18, un chasseur biplace métallique avec un train d'atterrissage rétractable et un armement intégré dans les ailes.
10 février 1936 :  
La Regia Aeronautica émet un cahier des charges pour un chasseur intercepteur avec des spécifications détaillées : vitesse maximale de 500 km/h, montée à 6 000 mètres en 5 minutes, autonomie de deux heures.
22 avril 1939 :  
Le premier vol de l'AUT.18, piloté par le testeur Roccato, a lieu à l'aéroport de Viterbo, sans peinture et marqué du numéro militaire M.M.363.
20 juillet 1939 :  
L'AUT.18 est transféré à Guidonia pour des tests comparatifs avec d'autres chasseurs dans le cadre du programme R.
18 août 1939 :  
Les premiers essais de tir sont réalisés sur le terrain de Furbara.
23 février 1940 :  
L'avion retourne à Foligno pour des modifications, notamment un raffinement du capotage moteur.
21 juin 1940 :  
L'AUT.18 revient à Guidonia après les ajustements effectués à Foligno pour des tests supplémentaires.
5 novembre 1940 :  
Le prototype est livré à la Regia Aeronautica. Cependant, aucune commande de production en série n'est lancée, en raison de retards et de choix politiques.
Années 1950 :  
Felice Trojani apprend que l'AUT.18 aurait été envoyé en Allemagne pour des essais après la guerre, mais il est probable qu'il ait été détruit lors d'un raid allié ou capturé pour étude.

## Caractéristiques
| Caractéristique | Détail |
| --------------- | --- |
| Fabricant       | Aeronautica Umbra S.A. |
| Concepteur      | Ing. Felice Trojani |
| Type d'avion    | Chasseur monoplace tout métal à peau tendue, prototype unique commandé en 1936 pour l'évaluation par la Regia Aeronautica |